# Sofia Adlersparre
 Sofia Adolfina Adlersparre (6 de marzo de 1808 - 23 de marzo de 1862) fue una pintora sueca.

## Biografía
Sofia Adlersparre era la hija del matrimonio formado por Axel Adlersparre, un noble luterano y gobernador de Öland, y Carolina von Arbin. Demostró talento para pintar ya desde la niñez. Aprendió de C. F. Pedersen, y cuando su familia se mudó a Estocolmo en 1830, fue educada por los artistas Carl Gustaf Qvarnström (1810-1867), Johan Gustaf Sandberg y Olof Johan Södermark (1790-1848).
Debutó en 1836 cuando la orincesa heredera, Josefina de Leuchtenberg, futura Reina de Suecia, le encargó una pintura y le presentó a contactos útiles.
Adlersparre realizó varios viajes para estudiar arte en el extranjero: a Alemania, Italia y Francia. Entre los años 1839 y 1840, aprendió del maestro Leon Coignet, en París, donde además conocería a Carl Wahlbom y Per Wickenberg. Tras su regreso a Suecia, abrió una escuela de dibujo. Amalia Lindegren fue alumna suya.
En 1845, la Reina de Suecia financió sus estudios en París. Entre los años 1845 y 1846 estudió en Dresde, donde se vio inspirada por los artistas J. C. Dahl Y Caspar David Friedrich y donde copió cuadros más antiguos. En los años 1851-1855 recibió ayudas estatales para estudiar en Múnich, Bolonia, Florencia y Roma. En Roma fue miembro de la colonia de artista suecos e hizo contacto con la colonia de artista alemanes y el movimiento Nazareno, en el que se encontraba Friedrich Overbeck.  Además, se convirtió al catolicismo y pintó al papa Pío IX. Sus pinturas reflejaron la corriente estilística del Romanticismo propio de la era, aunque también se vio muy influida por el artista renacentista Rafael de Urbino.
En 1855 Adlersparre realizó una visita a Suecia, país en el que se exhibieron sus trabajos, en el Palacio Real.
En 1862 regresó permanentemente a Suecia, donde lel Litteratörernas och Artisternas pensionsförening le asignó una pensión. Moriría poco después de haber recibido el primer pago. Ese mismo año la feminista Sophie Adlersparre, esposa de su hermano, exigió que las mujeres fueran capaces de estudiar arte en la Real Academia Sueca de las Artes con las mismas condiciones que hombres. Esta demanda fue recibida en el año 1864.

## Obras

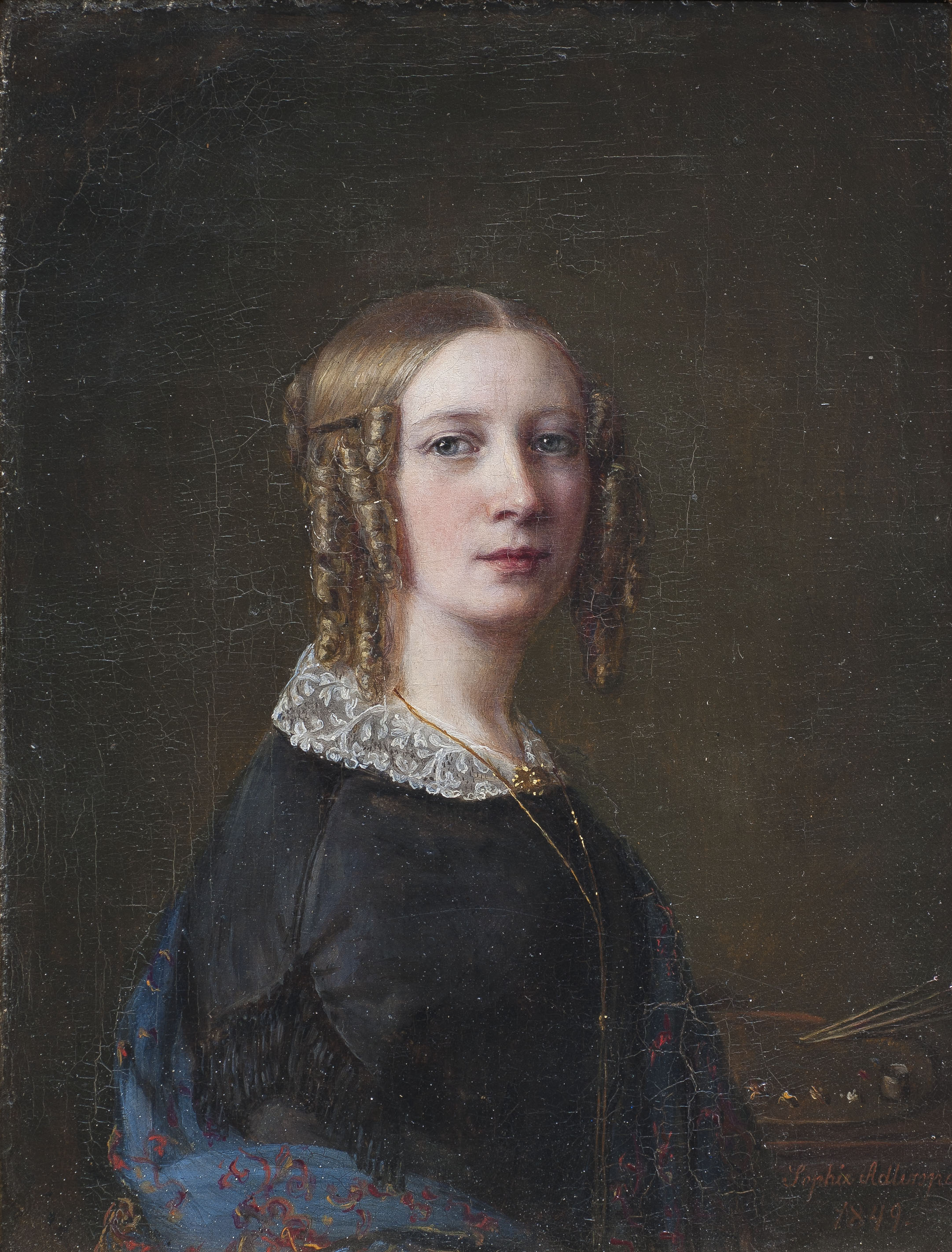
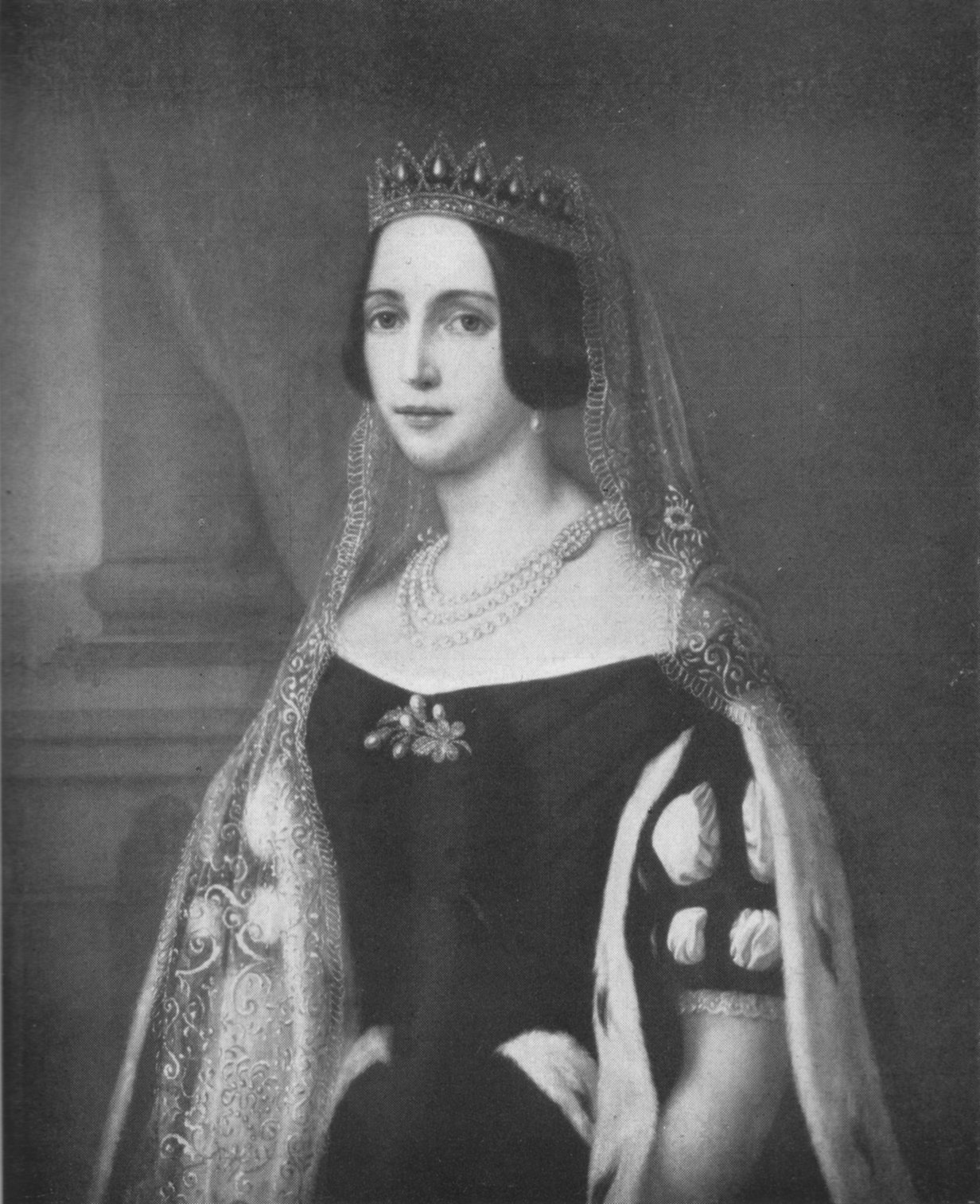
Reina Joséphine.
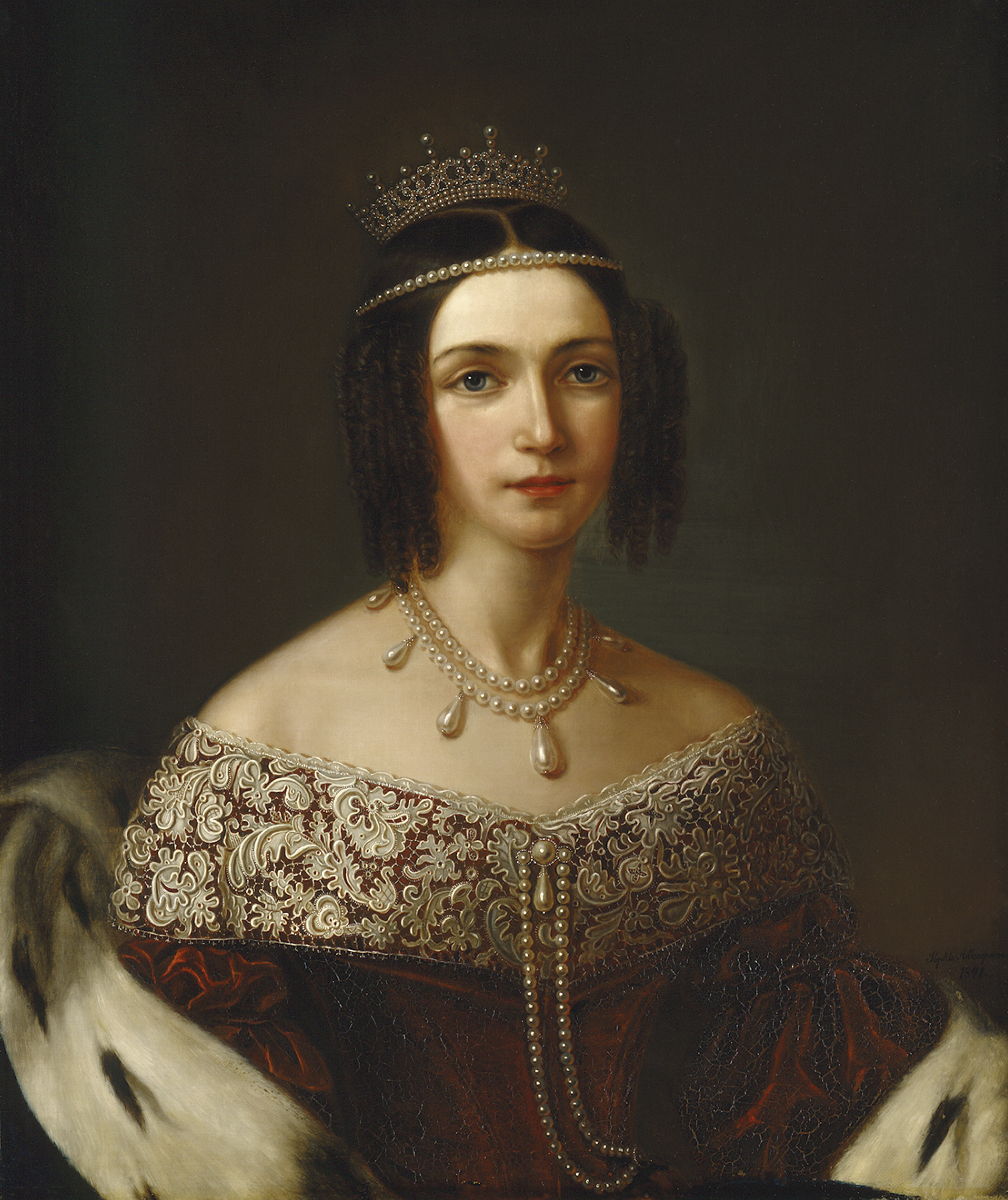